# اندبنک
اندبنک (انگلیسی: Andbank) شرکت خدمات مالی و بانکداری آندورایی است، که در سال ۱۹۳۰ تأسیس شد.